# Cléa Gaultier

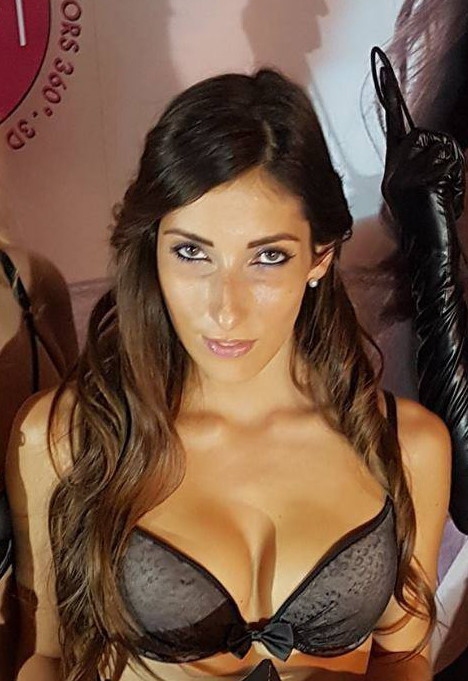
Cléa Gaultier, 2016

Cléa Gaultier (* 25. Oktober 1990 in Lyon) ist eine französische Pornodarstellerin und Erotikmodel.

## Leben
Die gebürtige Französin aus Lyon hatte an der Universität von Lyon Philosophie und Psychologie studiert, bevor sie von ihren Eltern unabhängig wurde und begann, als Dessous-Model für verschiedene französische Publikationen zu arbeiten und auf verschiedenen Laufstegen vorzuführen. Sie arbeitete auch eine Zeit lang als erotisches Model und Go-go-Tänzerin.
Während ihrer Zeit als Tänzerin lernte sie ihren Partner Anthony Gaultier kennen, dessen Nachnamen sie als Künstlernamen nahm. Er hatte die Idee, eine Karriere in der Pornoindustrie zu beginnen und so weit zu gehen, in einigen Filmen zusammen zu spielen, wie „I Offer My Wife To Others“. Nachdem sie dem Produzenten Marc Dorcel einige Fotos von Cléa geschickt hatten, begann sie 2016 im Alter von 26 Jahren als Pornodarstellerin zu arbeiten.
Sie hat für verschiedene amerikanische und europäische Studios gearbeitet, darunter Marc Dorcel, Brazzers, Reality Kings, New Sensations, Naughty America, Digital Playground, Tushy, Girlfriends Films, Evil Angel oder Private.
2017 nahm sie zusammen mit Apolonia Lapiedra und Ella Hughes für Private ihre erste interracial Sexszene auf, in „Pyjama Party“.
Im Juli 2018 ernannte Marc Dorcel sie als „Chica Dorcel“, Marken- und Studio-Botschafterin für 2018.
Bei der AVN Awards-Gala 2019 gewann sie den Preis für die beste Analsexszene in der ausländischen Produktion für La prisonnière.
Bis heute hat sie mehr als 130 Filme gedreht.

## Auszeichnungen
- 2019: XBIZ Europa Award – Best Female Performer of the Year[1]
- 2019: AVN Award – Best Foreign-Shot Anal Sex Scene[2]
- 2021: AVN Award – Female Foreign Performer of the Year[3]

## Filmauswahl
- 2017: Mountain Crush
- 2017: My Bad Family
- 2017: Positions
- 2018: The Bewitcher: A DP XXX Parody
- 2018: La Cavalière
- 2018: La prisonnière
- 2018: La fille adoptive -secret de famille
- 2018: Pornochic: Cléa & Cherry
- 2018: Sex Games
- 2018: Dorcel Airlines: Sexual Stopovers
- 2018: Educating Clea
- 2018: Blacked Raw 10
- 2019: Clea la soumise
- 2019: Dorcel Airlines: Escales Sexuelles
- 2019: Road Trip
- 2019: Un jour avec Cléa
- 2019: Clea, Banquière très privée
- 2019: La femme parfaite
- 2019: Clea & Anissa Escorts Deluxe
- 2019: Une nuit à Paris
- 2019: The Adopted Daughter: Family Secret
- 2020: Angelika, l'indécente
- 2020: Clea & Anissa: Escortes de Luxe
- 2020: Luxure: Les fantasmes de mon epouse
- 2020: Mariska la soumise
- 2020: Pornochic: Avi & Lana
- 2021: Black & White 18
- 2021: Luxure: Les Tentations De Mon Épouse
- 2021: Une nuit a Barcelone
- 2021: Trahison
- 2021: Luxure: Les perversions de ma femme
- 2023: Space Junk